# 近隣商業地域
近隣商業地域（きんりんしょうぎょうちいき）は、都市計画法による用途地域の一つで、近隣の住民が日用品の買物をする店舗等の、業務の利便の増進を図る地域である。

## 用途制限
用途地域による用途の制限（用途制限）に関する規制は、主に建築基準法令の規定による。以下、特記ない面積の数字については床面積の合計、階数については当該用途部分の階数について言う。
- 住宅、共同住宅、寄宿舎、下宿 - ○
- 兼用住宅 - 用途については住宅部分・店舗部分はそれぞれ別個として扱われる
- 店舗等 - ○
- 事務所等 - ○
- ホテル（ラブホテル類を除く）・旅館 - ○
- 遊戯施設・風俗施設
  - マージャン屋、ぱちんこ屋、射的場等、勝馬投票券発売所、場外車券売場等 - ○
  - カラオケボックス等 - ○
  - 劇場、映画館、演芸場、観覧場 - ○
  - キャバレー、料理店（接待を主とするもの）、ナイトクラブ、ダンスホール等 - ×
  - 風俗営業に係る公衆浴場等、ヌードスタジオ、のぞき劇場、ストリップ劇場、ラブホテル類、専ら性的な写真・物品等の販売店等 - ×
- 展示場等 - ○
- 運動施設 - ○
- 公共施設・病院・学校等 - ○
- 車庫・倉庫等 - ○　（危険物の貯蔵は下記参照）
  - 自動車車庫 - ○
  - 倉庫業を営む倉庫 - ○
  - 畜舎 - ○
- 工場 - 商業地域の工場の要件と同等。
  - 商業地域における建築基準法法令で定める量を超える危険物の貯蔵・処理 - ×
- 建築物附属物 - 単独建築物として扱われる
- 特定行政庁が用途地域における近隣の住宅地の住民に対する日用品の供給を行うことを主たる内容とする商業その他の業務の利便及び当該住宅地の環境を害するおそれがないと認め、又は公益上やむを得ないと認めて許可したもの - ○
- 卸売市場、火葬場、と畜場、汚物処理場、ごみ焼却場等 - 都市計画区域内においては都市計画決定が必要

## 建ぺい率
60%、80%のいずれかに異なる。

## 容積率
100%、150%、200%、300%、400%、500%のいずれかに都市計画で決定。ただし、前面道路の幅員が12メートル未満である場合は、原則としてその幅員のメートルの数値に10分の6を乗じたもの以下でなければならない。